# Thecla Wrangel
Thecla Wrangel, född Sköldberg 1851 i Jönköping, död 1926, var en svensk kulturpersonlighet och författare.

## Biografi
Wrangel var dotter till gynekologen Sven Erik Sköldberg och gift med hippologen och skriftställaren Carl Gustaf Otto Kristian Wrangel. Hon föddes i Jönköping 1851, och flyttade till Stockholm vid 12 års ålder.
Wrangels verk Från forna tider är ett viktigt verk inom folklivsforskning. Elin Wägner refererar bland annat till verket i sin Tusen år i Småland.
Wrangel var Anne Charlotte Lefflers närmaste väninna under skoltiden, och hon hade stort inflytande över Lefflers författarskap. Thecla Wrangels äktenskap med Carl Gustaf utmanar dock vänskapen, vilket Leffler bland annat skildrar i novellen Kvinnlighet och erotik från 1883.